# Borkou
Borkou (in deutschsprachiger Literatur auch Borku) ist eine Provinz des Tschad und entspricht der vormaligen Präfektur gleichen Namens. Ihre Hauptstadt ist Faya-Largeau. Die Provinz hat etwa 97.000 Einwohner (2009). Die Provinz entstand am 19. Februar 2008 durch Ausgliederung aus der früheren Region Borkou-Ennedi-Tibesti.

## Geographie
Borkou liegt im Norden des Landes. Das Klima ist trocken und heiß (Wüstenklima). Ein Großteil der Region liegt in der Sahara, der Nordwesten im Tibesti-Gebirge. Der südliche Teil liegt in der Sahel-Zone.
Eine weitere Stadt neben Faya-Largeau ist Kirdimi.

### Untergliederung
Borkou ist in zwei Départements eingeteilt:
| Département | Hauptort     | Unterpräfekturen           |
| ----------- | ------------ | -------------------------- |
| Borkou      | Faya-Largeau | Faya-Largeau, Kouba Olanga |
| Borkou Yala | Kirdimi      | Kirdimi, Yarda             |

## Bevölkerung

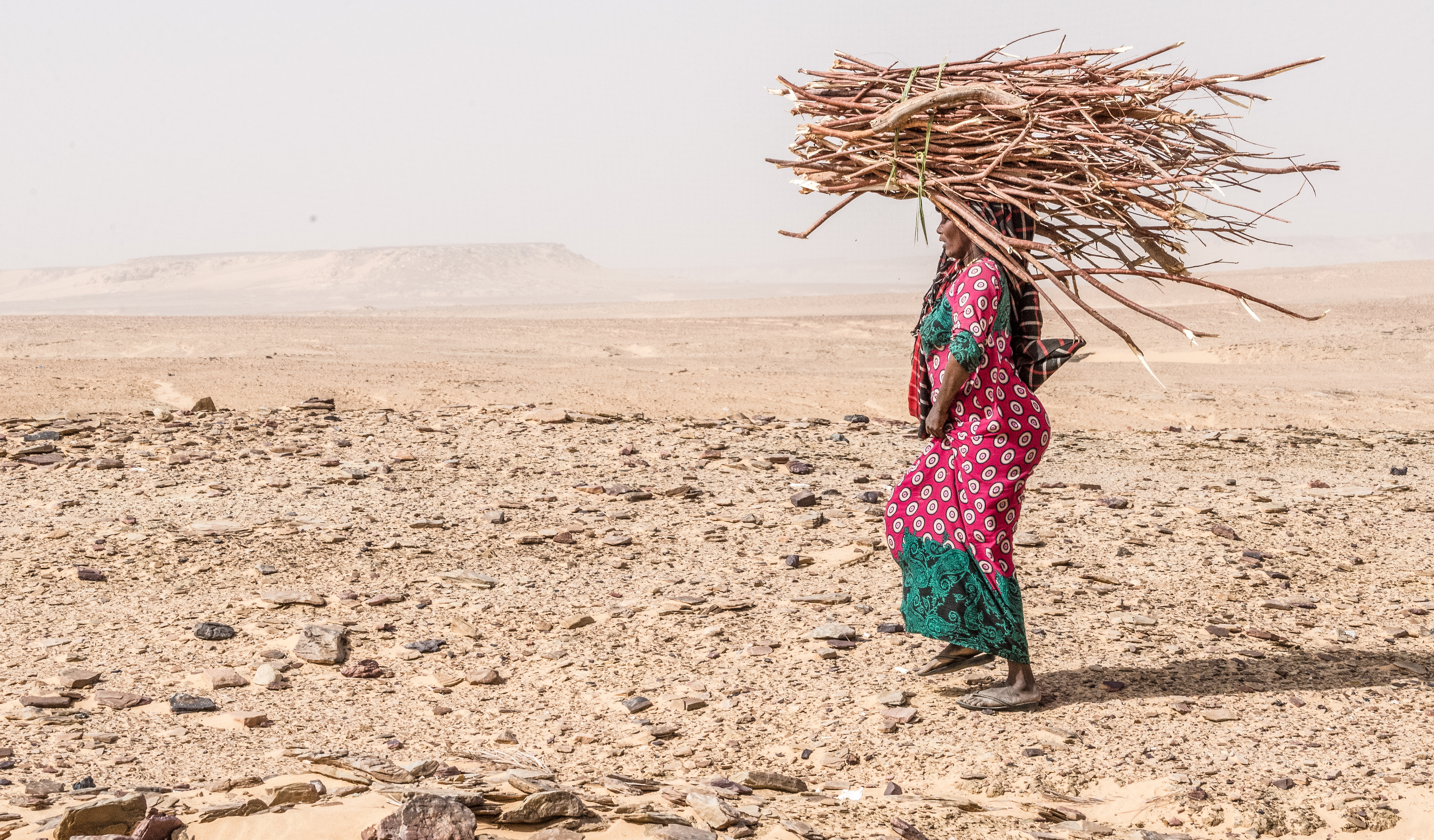
Frau sammelt Brennholz in Tigui (2017)

In der Provinz leben vor allem Teda und tschadische Araber.